# Klipheuwel
Klipheuwel est un village situé dans la province du Cap-Occidental en Afrique du Sud et administré par la Municipalité métropolitaine du Cap.  

## Étymologie
Le nom Klipheuwel signifie littéralement colline de rocher en afrikaans.

## Localisation
Klipheuwel est situé à 58 km au nord-est du centre-ville de la ville du Cap via la N1 et la R 304 ainsi qu'à 15 km au nord-est de Durbanville. Le village est notamment situé à l'est de la R302 (Klipheuwel road) et à l'ouest de la R304. La R302 traverse notamment le village séparant le secteur nord de Klipheuwel, où est situé un township informel (bidonville), du secteur sud du village, plus rural et agricole.

## Démographie
Le village de Klipheuwel comprend 2 294 résidents, majoritairement issus de la communauté noire (54,05 %). Les coloureds représentent 38,62 % des habitants tandis que les blancs représentent 6,80 % des résidents.
La langue maternelle dominante au sein de la population est l'afrikaans (43,20 %) suivi du xhosa (34,05 %) et du Sesotho (14,17 %).

## Circonscriptions électorales
Le village de Klipheuwel se situe dans le 7e arrondissement (sub council 7) et la circonscription no 105 (Petrosa Tank Farm - Richmond Park - Richwood - Paarl Farms - Philadelphia - Mikpunt - Malmesbury Farms - Ruitershoogte - Vierlanden - Proteaville - Schoongezicht - Wellway Park - The Crest - Welgevonden - Joostenbergvlakte Smallholdings - Annandale Farm - Atlas Gardens Business Park - De Grendel Farm - Fisantekraal - Durmonte - Fisantekraal Industrial - Cape Farms District C - Klipheuwel Housing Scheme - Graanendal - Brentwood Park (Durbanville) - Durbanville au nord de Plein Street, à l'ouest de Wellington Road et de la friche de Wellway, à l'est de  Koeberg Road- Burgundy Estate - Baronetcy Estate - D'urbanvale) dont le conseiller municipal est Justin Basson (DA).